# Coupe d'Irlande de football 1935-1936
Navigation
Édition précédente Édition suivante
La Coupe d'Irlande de football 1935-1936, en anglais The Football Association of Ireland Challenge Cup, est la 15e édition de la Coupe d'Irlande de football organisée par la Fédération d'Irlande de football. La compétition commence le 1er janvier 1936, pour se terminer le 19 avril 1936. Les Shamrock Rovers remporte pour la septième fois la compétition en battant en finale le Cork FC.

## Organisation
La compétition rassemble les onze clubs évoluant dans le championnat d'Irlande auxquels s'ajoutent cinq clubs évoluant dans les championnats provinciaux du Munster et du Leinster : B&I ASC Dublin, Tramore Rookies, Reds United Dublin, GSR Cork et Hospital's Trust.
Les matchs ont lieu sur le terrain du premier nommé. En cas d'égalité un match d'appui est organisé sur le terrain du deuxième tiré au sort.

## Premier tour
Les matchs se déroulent les 1er, 11 et 22 janvier 1936. Les matchs d'appui se déroulent les 15 et 26 janvier.
| Club recevant                    | Score | Club visiteur                    | Date           |
| -------------------------------- | ----- | -------------------------------- | -------------- |
| GSR                              | 1-4   | Reds United Football Club        | 1 janvier 1936 |
| Bohemian FC                      | 7-0   | Waterford United                 | 11 janvier     |
| Cork FC                          | 2-2   | Bray Unknowns                    | 12 janvier     |
| Bray Unknowns                    | 1-6   | Cork FC                          | 15 janvier     |
| Dolphin FC                       | 1-0   | Drumcondra FC                    | 12 janvier     |
| Dolphin FC                       | 3-6   | Drumcondra FC                    | 16 janvier     |
| Dundalk FC                       | 7-1   | B&I ASC Dublin                   | 12 janvier     |
| Hospitals Trust                  | 2-5   | Sligo Rovers                     | 12 janvier     |
| Shamrock Rovers                  | 1-1   | Saint James's Gate Football Club | 12 janvier     |
| Saint James's Gate Football Club | 1-2   | Shamrock Rovers                  | 15 janvier     |
| Tramore Rookies                  | 1-5   | Brideville FC                    | 12 janvier     |

## Deuxième tour
Les matchs se déroulent les 8 et 9 février 1935. Les matchs d'appui les 12 et 19 février.
| Club recevant   | Score | Club visiteur      | Date           |
| --------------- | ----- | ------------------ | -------------- |
| Bohemian FC     | 1-1   | Cork FC            | 8 février 1936 |
| Cork FC         | 3-2   | Bohemian FC        | 19 février     |
| Dundalk FC      | 2-1   | Reds United Dublin | 8 février      |
| Drumcondra FC   | 1-1   | Sligo Rovers       | 9 février      |
| Sligo Rovers    | 1-1   | Drumcondra FC      | 12 février     |
| Drumcondra FC   | 3-2   | Sligo Rovers       | 19 février     |
| Shamrock Rovers | 5-1   | Brideville FC      | 9 février      |

## Demi-finales
| Première demi-finale | Shamrock Rovers        | 2-2 | Dundalk Football Club | Dalymount Park, Dublin |  |
| 1 mars 1936          | Paddy Moore Glen (pen) |     | Morgan McCourt        |                        |  |

| Première demi-finale, match d'appui | Shamrock Rovers | 2-1 | Dundalk Football Club | Iveagh Grounds, Dublin |  |
| 4 mars 1936                         | Ward Pat Scully |     | O'Neill (pen)         |                        |  |

| Deuxième demi-finale | Cork Football Club              | 5-2 | Drumcondra Football Club | The Mardyke, Cork |  |
| 22 mars 1935         | Turnbull (3) King Jack O'Reilly |     | Meehan Tommy Donnelly    |                   |  |

## Finale
La finale a lieu le 19 avril 1936. Elle se déroule devant une affluence record de 30 946 spectateurs rassemblés dans le Dalymount Park à Dublin. Les Shamrock Rovers remportent leur septième coupe d'Irlande en battant en finale le Cork Football Club sur le score de deux buts à un.
| Finale        | Shamrock Rovers Football Club | 2-1     | Cork Football Club | Dalymount Park, Dublin                                  |                                                         |
| 19 avril 1936 | Paddy Moore 46e · Charlie Reid 53e | (0-0)   | Jimmy Turnbull 80e | Spectateurs : 30 946 Arbitrage : I. Caswell (Blackburn) | Spectateurs : 30 946 Arbitrage : I. Caswell (Blackburn) |
| 19 avril 1936 | Billy Behan, Joe Williams, Peadar Gaskins, William Glen, Jim Blake, Owen Kinsella, Mick Byrne, Paddy Moore, Charlie Reid, Joe Ward, Dennis Dune | Équipes | Bill Harrington, Hugh Foy, Charlie Wade, Bill Williams, Billy Little, Hugh Connolly, Jack O'Reilly, Bertie King, Jimmy Turnbull, Owen Madden, Andy Percy. | Spectateurs : 30 946 Arbitrage : I. Caswell (Blackburn) | Spectateurs : 30 946 Arbitrage : I. Caswell (Blackburn) |